# Il Sole 24 Ore
Il Sole 24 Ore (ital. Die Sonne 24 Stunden) ist eine der meistgelesenen Wirtschaftstageszeitungen Italiens mit Sitz in Mailand und Rom. Sie zählt mit den beiden anderen Tageszeitungen La Repubblica und Corriere della Sera zu den Leitmedien des Landes.

## Geschichte
Il Sole 24 Ore ging 1965 aus der Fusion der beiden Zeitungen Il Sole (1865 gegründet) und 24 Ore (1946 gegründet) hervor. Durch Beibehalten der alten Standorte besitzt sie zwei Hauptredaktionen, eine in Mailand und eine in Rom. Weitere Redaktionen befinden sich in Neapel, Turin, Florenz, Bologna, Genua, Triest, Padua, Palermo und Bari.
Von Januar 2005 bis Anfang 2011 war Ferruccio De Bortoli Direktor von Il Sole 24 Ore, am 23. März 2011 wurde Roberto Napoletano sein Nachfolger. Die Zeitung gehört der Confindustria, der größten italienischen Arbeitgeberorganisation.

## Inhalt
Der Schwerpunkt der Zeitung liegt in Wirtschaft, Politik, Handels- und Arbeitsrecht. Börsendaten und Expertenmeinungen zu den internationalen Finanzmärkten sind in der Beilage Finanza e Mercati (Finanzen und Markt) enthalten.
Im Gegensatz zu den anderen italienischen Tageszeitungen tritt bei Il Sole 24 Ore der Gesellschaftteil in den Hintergrund. Die Zeitung wird jedoch als eine zuverlässige Informationsquelle für Unternehmer, Investoren und Manager angesehen. Von größerer Bedeutung ist hingegen das Feuilleton, das gemeinhin zu den qualitativ anspruchsvollsten der italienischen Zeitungslandschaft gehört.

## Die VerlagsgruppeIl Sole 24 Ore
Die Verlagsgruppe Il Sole 24 Ore publiziert neben der Tageszeitung ein weites Spektrum an Magazinen, die der Zeitung als Beilage mitgeliefert werden.
- Nòva24 – Donnerstagsbeilage mit den Themen Forschung und Entwicklung (Leitung: Luca De Biase)
- Plus – Samstagsbeilage mit den Themen Marktanalyse, Immobilien und Investment.
- Domenica – Kulturmagazin, Sonntags als Beilage (Leitung: Riccardo Chiaberge)
- Nordovest, Nordest, Centronord, Sud (Nordwest, Nordost, Mitte-Nord, Süd) – Beilagen, die lokale Ereignisse im Bereich Wirtschaft, Kultur und Politik behandeln (Leitung: Luca Orlando).

Weitere Projekte der Verlagsgruppe Il Sole 24 Ore sind:
- Ilsole24ore.com – Internetzeitung
- Radio 24 – FM- und DAB-Radioprogramm (auch als Livestream oder Podcast)[2]
- Il Sole 24 Ore Radiocor – im Internet publizierende Nachrichtenagentur[3]
- ventiquattrore.tv – Fernsehsender im Bereich Wirtschaft
- Terra e Vita (Land und Leben) – Wochenzeitung im Bereich Landwirtschaft
- Alinari 24 ORE – Kunsterbe-Förderung in Florenz, zusammen mit Fratelli Alinari

## Verbreitung
| Jahr | Verkaufte Auflage |
| ---- | ----------------- |
| 2006 | 334.322           |
| 2005 | 328.561           |
| 2004 | 343.106           |
| 2003 | 361.682           |
| 2002 | 368.906           |
| 2001 | 399.674           |
| 2000 | 398.086           |
| 1999 | 387.720           |
| 1998 | 385.890           |
| 1997 | 365.685           |
| 1996 | 347.360           |